# Pippa Steel
Pour les articles homonymes, voir Steel.
Pippa Steel, née le 15 avril 1948 en Allemagne, est une actrice britannique décédée le 29 mai 1992 à l'âge de 44 ans.

## Filmographie
- 1962 : Katy : Daphne
- 1967 : L'Étranger dans la maison (en) (Stranger in the House), de Pierre Rouve : Sue Phillips
- 1969 : The Wednesday Play : Daphne
- 1969 : Smoke Screen : Daphne
- 1969 : ITV Saturday Night Theatre : Alison
- 1969 : Ah Dieu ! que la guerre est jolie, de Richard Attenborough (non créditée)
- 1970 : Département S : Trish
- 1970 : Les Passions des vampires (The Vampire Lovers), de Roy Ward Baker : Laura (créditée comme Pippa Steele)
- 1970 : Take a Girl Like You, de Jonathan Miller : Ted
- 1971 : La Soif du vampire (Lust for a Vampire), de Jimmy Sangster : Susan Pelley
- 1971 : UFO, alerte dans l'espace : Diane
- 1971 : Z-Cars : Avril Johnson
- 1971 : Public Eye (en) : Jan Carling
- 1972 : Les Griffes du lion, de Richard Attenborough : Clementine Hozier
- 1973 : L'Aventurier : Karen Doffon
- 1978 : Blake's 7 : Maja Varon
- 1981 : Kelly Monteith
- 1986 : Dear John : Fay
- 1989 : The Labours of Erica : Madame Carstairs